# Anomala chloroptera
Anomala chloroptera är en skalbaggsart som beskrevs av Hermann Burmeister 1844. Anomala chloroptera ingår i släktet Anomala och familjen Rutelidae. Inga underarter finns listade i Catalogue of Life.